# جمال کراوفورد
هارون جمال کراوفورد (زاده ۲۰ مارس ۱۹۸۰ در سیاتل، واشینگتن) بازیکن حرفه‌ای بسکتبال آمریکا که در حال حاضر برای لس آنجلس کلیپرز از انجمن ملی بسکتبال بازی می‌کند. کراوفورد با کسب جایزه Sixth Man، مسن‌ترین بازیکنی لقب گرفت که توانسته این جایزه را به دست آورد. او که در سال ۲۰۱۴ و ۲۰۱۰ ، در زمان حضورش در آتلانتاهاوکس نیز عنوان بهترین بازیکن ذخیره لیگ ، مرد ششم سال ان بی ای را به دست آورده بود، تنها بازیکن لیگ بوده است که توانسته این جایزه را با تیم‌های مختلف کسب کند.